# Жарко Трпковић
Жарко Трпковић (Зајечар, 16. јануар 1874 — Београд, 1946) био је српски лекар, учесник Балканских и Првог светског рата, санитетски бригадни генерал, управник Војно санитетске школе и управник Главне војне болнице од 1933 до 1934. године.

## Биографија
Жарко Трпковић рођен је у Зајечару 16. јануара 1874. године. Основну школу завршава у Зајечару. Након завршене средње школе 1893. године као државни питомац одлази у Грац на студије медицине. Дипломирао је на Медицинском факултету у Грацу 1900. године. По повратку са студија у Србију ступио је у војну службу и 23. јула 1900. године добио чин санитетског поручника.

## Специјализација у Москви
Како је у том периоду војни санитет српске војске имао мали број школованих специјалиста, др Михаило Мика Марковић послао је Жарка Трпковића као државног питомца на специјализацију код чувеног професора хирурга окулисте Крјукова у Москву.

## Повратак у Србију
По повратку са специјализације Трпковић постаје лекар војне академије 11. октобра 1902. године. Крајем новембра 1902. године у дунавској сталној војној болници отворено је одељење за очне болести где је главни лекар био Жарко Трпковић.
На годишњем скупу официра београдског гарнизона, који је одржан 30. децембра 1903. године, изабран је за члана Управног одбора Официрског дома и Београду за 1904. годину. Крајем марта месеца 1904. године унапређен је у чин капетана II класе, а недуго затим постављен је за трупног лекара 6. пешадијског пука. Након годину дана, 9. марта 1905. године постављен је за трупног лекара VIII пешадијског пука и управника амбуланте београдске тврђаве. Унапређен је 29. јуна 1907. године у капетана I класе. Шеф одељења за очне болести опште војне болнице у Београду постаје 3. маја 1909. године. Почетком 1910. године Жарко Трпковић унапређен је у чин мајора.

## Балкански ратови и Први светски рат
За време Балканских ратова 1912. и 1913. године као санитетски мајор био је командир Дунавске болничке чете.
За време Првог светског рата од 1914. до 1918. године био је референт санитета Дунавске дивизијске области. На захтев српске владе посланик у Петрограду, др Мирослав Спалајковић организује неколико група руских лекара, медицинара и милосрдних сестара које шаље дунавским путем преко Ренија и Прахова у Ниш, одакле су распоређивани по војним болницама. У Нишу је основана тзв. Руско-српска градска лекарска помоћ смештена у згради основне школе код Саборне цркве у којој су даноноћно дежурали и пружали помоћ потпуковник др Жарко Трпковић и пет младих лекара и медицинара, као и руски лекари добровољци.

## Напредовање у каријери
Почетком маја 1920. године постављен је за сталног члана Војно–санитетског комитета, а недуго затим и за шефа очног одељења сталне војне болнице I армијске области. Поред редовне дужности постављен је за управника Војно-санитетске школе 22. јула 1922. године. На месту управника био је до 24. октобра 1925. године.
Краљ Александар I Карађорђевић је на на предлог Министра војске и морнарице Душана П. Трифуновића унапредио Жарка Трпковића у чин бригадног генерала 1. децембра 1925. године.
Жарко Трпковић био је члан лекарске комисије 1929. године за пријем питомаца на Војну академију. Сем њега чланови комисије били су: др Јордан Стајић, генерал Јосиф Костић, др Сава Поповић, пуковник Јован Ристић и генерал Ђорђе Протић.
Почетком јуна, тачније 6. јуна 1930. године постављен је за шефа очног одељења Главне војне болнице у Београду.

## Управник Главне војне болнице
Краљ Александар I Карађорђевић, а на предлог Министра Војске и Морнарице Драгомира Ж. Стојановића, поставља 28. марта 1933. године Жарка Трпковића за управника Главне војне болнице у Београду, и да врши и дужност шефа очног одељења исте болнице.
Главна војна болница у Београду отворена је 6. јула 1930. године. Болнице је имала 780 постеља. За првог управника Главне војне болнице постављен је санитетски генерал др Сава Поповић.
Санитетски бригадни генерал др Жарко Трпковић, на овом положају остаје до 19. јула 1934. године, када је разрешен дужности управника Главне војне болнице.
Жарко Трпковић одлази у пензију 27. августа 1934. године.
У више наврата био је члан регрутне комисије, члан испитне комисије за чин активног санитетског мајора од 1921 до 1925. године. Био је редован члан санитетског комитета, стални члан Санитетско-Ветеринарског комитета. Председник испитне комисије I Армијске области за ниже чинове у санитетској и ветеринарскј струци био је 1926/27 и 1928/29. Жарко Трпковић био је председник испитне комисије за чин активног и резерног санитетског капетана од 1930. до 1933. године.
За дугу и савесну службу одликован бројним високим домаћим и страним одликовањима.
Жарко Трпковић преминуо је 1946. године у Београду у 72. години живота.

## Одликовања
- Орден Светог Саве 5. реда
- Златна медаља за ревносну службу
- Орден Карађорђеве звезде 4. степена
- Орден Светог Саве 3. реда
- Орден Светог Саве 2. реда (два пута)
- Орден Југословенске круне 3. реда
- Орден Југословенске круне 2. реда